# Municipio de Clintonia
El municipio de Clintonia (en inglés: Clintonia Township) es un municipio ubicado en el condado de DeWitt en el estado estadounidense de Illinois. En el año 2010 tenía una población de 7832 habitantes y una densidad poblacional de 100,61 personas por km².

## Geografía
El municipio de Clintonia se encuentra ubicado en las coordenadas 40°10′47″N 88°58′14″O / 40.17972, -88.97056. Según la Oficina del Censo de los Estados Unidos, el municipio tiene una superficie total de 77.84 km², de la cual 77.81 km² corresponden a tierra firme y (0.04%) 0.03 km² es agua.

## Demografía
Según el censo de 2010, había 7832 personas residiendo en el municipio de Clintonia. La densidad de población era de 100,61 hab./km². De los 7832 habitantes, el municipio de Clintonia estaba compuesto por el 95.75% blancos, el 0.8% eran afroamericanos, el 0.1% eran amerindios, el 0.4% eran asiáticos, el 0.05% eran isleños del Pacífico, el 1.44% eran de otras razas y el 1.46% pertenecían a dos o más razas. Del total de la población el 3.08% eran hispanos o latinos de cualquier raza.